# Marivana
Marivana Viscuso (Palermo, 18 febbraio 1956) è una cantautrice italiana, nota solo come Marivana.

## Biografia
Nel 1983 come cantante realizza l'album Marivana prodotto da Carlo Siliotto per l'etichetta DDD - La Drogueria di Drugolo, distribuita dalla RCA Italiana. Dopo aver partecipato a Premiatissima nel 1982, gareggia al Festivalbar dove presenta il brano Una sera di Gennaio arrivando in finale. Partecipa poi a Discoring con I musicisti (però le note), un brano che nel 2003 verrà riscoperto nella trasmissione televisiva Cocktail d'amore.
Nel 1979 partecipa come cantante nei brani Lettera da Marsala e Roland - Chanson de geste, chanson sans geste nell'album Robinson, come salvarsi la vita di Roberto Vecchioni.
Dopo altri singoli cover come Mille bolle blu di Mina e Che sarà dei Ricchi e Poveri, Marivana si trasferisce negli Stati Uniti.
Come autrice scrive vari brani, come Anuncio Clasificado per Willie Rosario, che rimarrà nella classifica di Billboard per 39 settimane consecutive oppure No te quiero mas e Socorro per Marta Sánchez. Per Iva Zanicchi nel 1982 compone il brano La tonta soy yo (La scema sono io) per il suo album Yo, por amarte. Inoltre nel 1992 scrive i testi dell'operetta musicale Annina e Dudù di Andrea Brenta ed interpreta alcuni brani della stessa.
Nel 2007 realizza insieme a Louis Siciliano la colonna sonora del film Il rabdomante diretto da Fabrizio Cattani. Interpreta il brano della colonna sonora Ya te olvidè.
Nel 2009 ottiene il secondo posto al Festival della canzone italiana di New York con la canzone Se m'innamoro di te, una sua composizione.
Nel 2011 supera il provino di The X Factor (Stati Uniti) negli Stati Uniti e ritorna, in qualità di cantautrice, con due nuovi lavori discografici da lei prodotti: Seeds of Joy e The voice of your emotions.
Nel mese di febbraio 2016 esce il nuovo album, in formato digitale, dal titolo Simply Marivana, mentre a novembre dello stesso anno, la sua versione di Dio come ti amo viene inserita nell'album L'anniversario del ragazzo del sud album-tributo al grande Domenico Modugno.
Nel 2017 esce l'album Controcorrente tributo a Gabriella Ferri nel quale sono contenute alcune pagine del repertorio dell'artista romana. Marivana interpreta Dove sta Zazà.
Nel 2019 esce l'album Il regno di Luigi omaggio a Luigi Tenco dove interpreta il brano Ti ricorderai.
Nell'anno 2021 prende parte al cd tributo a Sergio Endrigo dove propone la passionale "Io che amo solo te".Nel 2023 partecipa al contest "la canzone dell'estate" dove propone con successo il brano "Un marziano".Inoltre prende parte al cd tributo a Bruno Lauzi interpretando "Per amarti".Nel 2025 prende parte al doppio cd "Gaber per tutti" interpretando "Trani a gogo"

## Discografia

### Album
- 1983 - Marivana (DDD - La Drogueria di Drugolo, DDD 25409) (LP)
- 2011 - Seeds of Joy (Marivana Inc., M-001) (CD)
- 2011 - The voice of your emotions (Marivana Inc., M-002) (in formato digitale)
- 2016 - Simply Marivana (Marivana Inc., M-003) (in formato digitale)

### Singoli
- 1983 - Mille bolle blu / Che sarà (45 giri)
- 1983 - I musicisti (però le note) / Ninnia (45 giri)
- 2011 - You only you (singolo digitale)
- 2016 - Dio come ti amo (omaggio a Domenico Modugno) (singolo digitale)

### Partecipazioni
- 1979 - Robinson, come salvarsi la vita di Roberto Vecchioni

(Marivana compare come voce in Roland - Chanson de geste, chanson sans geste  e Lettera da Marsala)
- 2007 - Ya te olvidè di Louis Siciliano

(Marivana interpreta il brano Ya te olvidè, colonna sonora del film Il rabdomante di Fabrizio Cattani)
- 2016 - L'anniversario del ragazzo del sud (etichetta "Lavocedelledonne")

(Marivana interpreta Dio come ti amo)
- 2017 - Controcorrente (etichetta "Lavocedelledonne")

(Marivana interpreta Dove sta Zazà)
- 2019 - Il regno di Luigi (etichetta "Lavocedelledonne") (Marivana interpreta Ti ricorderai)
- 2021 - Il Giardino di Sergio (etichetta lavocedelledonne) (Marivana interpreta Io che amo solo te)
- 2023 - Il cuore di Bruno Lauzi (etichetta lavocedelledonne) (Per amarti)
- 2023 - La canzone dell'estate (etichetta lavocedelledonne) (Un marziano)
- 2025 -Gaber per tutti (lavocedelledonne) (Trani a gogò)

### Canzoni scritte per altri
- La tonta soy yo (La scema sono io) (Iva Zanicchi)
- Anuncio Clasificado (Willie Rosario)
- No te quiero mas (Marta Sánchez)
- Socorro (Marta Sánchez)
- Perfecto (Tamara)
- Email me (José José y Sarita)
- Si me miras asi (Jahir)
- En noches como esta (Jahir)
- Soy el amor (Maria Conchita Alonso)
- Las ombras de la noche (Maria Conchita Alonso)
- Cuando el corazon se cansa (Maria Conchita Alonso)
- Quisiera espiarte (Maria Conchita Alonso)
- Cara de Anjel (Yolandita Monge)
- Mal sueno (Lissette Álvarez)
- Mentira (Wilkins)
- Que nota (Wilkins)
- Estupidos (Wilkins)
- Confio en ti (Lourdes Robles)
- No esperes (Guillermo Alvarez)
- Aviso Clasificado (Valeria Lynch)
- Vez (Valeria Lynch)

## Filmografia
- 1967 - C'era una volta... di Francesco Rosi
- 1981 - La pelle di Liliana Cavani
- 2007 - Il rabdomante di Fabrizio Cattani